# Soy cámara
Soy Cámara fue un programa de televisión que parte de las actividades realizadas por el Centro de Cultura Contemporánea de Barcelona a fin de crear un ensayo documental. Estaba coproducido por el CCCB y Radiotelevisión Española y se emitió mensualmente en La 2 del 2010 al 2015. Actualmente Soy Cámara ha dejado de emitir en televisión y ha saltado a la red a través de su canal de Youtube, manteniendo su espíritu ensayístico y abriéndose a colaboraciones con universidades y escuelas de cine y de comunicación audiovisual y a realizadores externos.

## Formato y estilo
A partir del montaje de material de archivo y entrevistas, que sirven como hilo estructural, se experimenta con los formatos televisivos. Los programas invitan a la crítica y a la reflexión sin dejar de ser amenos, dinámicos, ironizando mediante ciertas transgresiones de discurso y montaje. La propuesta de diferentes voces sobre un tema y la ausencia de un narrador hacen que, a menudo, se planteen más preguntas que respuestas.
No se trata de una agenda cultural del CCCB, sino de un espacio de creación más entre las actividades que se producen en este centro.

## Directores y colaboradores
La dirección del programa varía según el capítulo. El tándem más habitual ha sido Andrés Hispano y Félix Pérez-Hita, anteriormente directores de Boing Boing Buddha (BTV) y Baixa Fidelitat (XTVL). Sin embargo, también han cumplido con esta función otros colaboradores como Juan Insua, Judit Carrera, Elisabet Goula, Jorge Luis Marzo, Arturo "Fito" Rodríguez, Ingrid Guardiola y Antonio Monegal, entre otros.
Cada programa contiene aportaciones de colaboradores diferentes. Entre los entrevistados internacionales se encuentran Roy Ascott, Philip Ball, Zygmunt Bauman, Judith Butler, Noam Chomsky, Daniel Dennett, Andrés Duque, Harun Farocki, John N. Gray, Naomi Klein, Lawrence Lessig, Jonas Mekas, Alan Moore, Martin Parr, Rick Prelinger, Michael Sandel, Richard Sennett, Vandana Shiva, Bernard Stiegler, Tzvetan Todorov, Gao Xingjian...
Entre los entrevistados españoles podemos encontrar a Frederic Amat, Samuel Aranda, Jordi Balló, Enric Batlle, Oriol Bohigas, Javier Calvo Perales, Santiago Cirugeda, Colita, Manuel Criado de Val, Manuel Delgado, Paco Elvira, Isabel Escudero, Joan Fontcuberta, Víctor Gómez Pin, Manuel Huerga, Josep Llinás, Antoni Marí,  Quim Monzó, Iván Morales, Javier Pérez Andújar, Andrés Rábago, Josep Ramoneda, Albert Serra, Manuel de Solà-Morales, Elías Torres…

## Episodios
Los capítulos del programa emitidos en televisión se pueden dividir en siete bloques. Entre paréntesis aparece el número del programa.
Nuevos paradigmas y nuevas tecnologías:
1. Pensar el futuro (2)
2. I+C+i (5)
3. Mal de archivo (12)
4. Secreto (23)
5. En mi habitación (29)
6. Somos mundos, somos vidas, somos datos, somos votos (30)

Análisis de la imagen:
1. Violencia (3)
2. Yo también soy cámara (17)
3. Más fotoperiodismo hoy (19)
4. Material sensible (24)

Cine y televisión:
1. Apropiaciones (9)
2. El museo de los accidentes (10)
3. El cine en casa (20)
4. Videocracia. Ficción y Política (25)
5. Asuntos domésticos (28)
6. Pioneras del cine (38)

Tercera Cultura. Ciencia y Arte:
1. Ética (7)
2. Now #1 (15)
3. Now #2 (16)
4. ¿Qué nos hace humanos? (27)
5. Sueños que el dinero puede comprar (37)

Ciudad y espacio público:
1. Ciudad (3)
2. Raval (6)
3. Desde mi balcón (11)
4. Europa Ciudad (21)
5. En paralelo (28)

Arte y Cultura:
1. La música del CCCB (8)
2. Coleccionismo (22)
3. La memoria externa (18)
4. No tocar, por favor (31)
5. El artista en su taller (32)
6. ¿Para qué sirve la cultura? (36)[4]

Literatura y escritores:
1. Querido Público (33)
2. La imagen del escritor (34)[5]
3. Pasolini hoy, todavía en los márgenes (35)